# ВЛ26
Електровоз ВЛ26 — радянський маневровий контактно-акумуляторний електровоз постійного струму «Володимир Ленін», серія 26.

## Історія
Контактно-акумуляторний електровоз проектувався з метою заміни манерових тепловозів при виконанні маневрової роботи на електрифікованих станціях. Акумулятори дозволяли використовувати маневровий електровоз і на другорядних коліях, не електрифіковуючи їх. Контактно-акумуляторний електровоз мав низький рівень шуму в порівнянні з тепловозами і не забруднював атмосферу димом. Особливо важливими ці переваги були в межах міст.
В 1964 році інженери Прибалтійської залізниці розробили ескізний проект контактно-акумуляторного маневрового електровоза постійного струму напругою 3000 В.
В 1966 році були випущені чотири дослідних електровоза нової серії, що отримали найменування ВЛ26. Побудував електровози Дніпровський електровозобудівний завод. В 1967 виготовили ще шість локомотивів ВЛ26.
Нові електровози відправили на Прибалтійську, Придніпровську і Свердловську залізниці, а також на колії промислових підприємств.

## Конструкція
Електровоз має суцільнометалевий кузов, в середині якого знаходиться кабіна машиніста. У бічних відсіках нижньої частини кузова розташовуються секції акумуляторної батареї, яка заряджається при роботі від контактної мережі. На електровозі встановлені шість тягових електродвигунів ДТ-7А, створених на базі електродвигунів РТ-113 електропоїздів серії ЕР22. Можливе послідовне і послідовно-паралельне з'єднання ТЕД. Послідовно ТЕД включається акумуляторна батарея. Підключення трьох послідовно з'єднаних електродвигунів безпосередньо до контактного дроту (без акумуляторної батареї) неможливе, оскільки при цьому виникли б неприпустимі напруги на колекторах машин. На стоянках батарея електровоза заряджалася через пускові резистори, в яких при цьому втрачалося близько 2/3 споживаної електроенергії з контактної мережі.

## Результати випробувань і модернізація
Електровоз № 005 пройшов у 1967 році тягово-енергетичні випробування: маневри, насування складу на гірку і роботу з вивізними поїздами. За результатами випробувань було виявлено такі недоліки нового локомотива:
- Мала кількість пускових позицій призводила до великих поштовхів під час розгону.
- При роботі на акумуляторах і струмі годинного режиму[що це?] швидкість становила всього 1,2 км/год, що набагато нижче проектної швидкості.
- Через великий внутрішній опір батареї напруга на її виводах при годинному струмі падала до 360-400 В. При використанні електровоза для насування складу на гірку доводилося працювати на реостатних позиціях, що призводило до додаткових втрат енергії.
- Прийнятий спосіб заряду акумуляторної батареї приводив до її перегріву при роботі електровоза з великими струмами, а відсутність контролю за її зарядом — до випадків виходу електровоза на неелектрифіковані колії з незарядженою батареєю або, навпаки, до перезарядки і википання електроліту.

Подальше будівництво локомотивів цієї серії було визнано недоцільним.
В 1972 році електровоз під номером два був переобладнаний на заводі і отримав позначення ВЛ26М-002. Для усунення втрат енергії пускові резистори в ланцюгах тягових електродвигунів були замінені на тиристорні широтно-імпульсні перетворювачі. Електровоз отримав обладнання для рекуперативного гальмування. Також було підвищено напругу акумуляторної батареї і замінено саму батарею — на МТ-8 фірми SAFT (Франція).
Модернізація акумуляторної батареї була проведена і на ряді інших локомотивів даної серії (встановлювалася батарея ТНЖ-400, яка мала 840 елементів). Крім того для збільшення швидкості руху використовувалося послідовне з'єднання чотирьох ТЕД.

## Доля електровозів
Більшість локомотивів серії ВЛ26 було списано з інвентарю МШС в 1980-і роки. Зі збережених локомотивів відомий тільки ВЛ26-005, який знаходиться в Музеї історії Латвійської залізниці в Ризі.